# Frank Collison
Frank Collison (* 14. Februar 1950 in Evanston, Illinois, USA) ist ein US-amerikanischer Theater- und Filmschauspieler. Eine seiner bekanntesten Rollen ist die des Telegraphisten Horace Bing in der Serie Dr. Quinn – Ärztin aus Leidenschaft.

## Biographie

### Frühes Leben
Frank Collison wurde am 14. Februar 1950 in Evanston, Illinois als Sohn von Peg, einer Publizistin, Regisseurin und Englischlehrerin und John Collison, einem Logopäden, Schauspieler und Schriftsteller, geboren. Seine Laufbahn begann Collison an dem The Tent Theatre in Granville, Ohio mit der Rolle eines sechs Monate alten Maskottchen. Als Heranwachsender spielte er in einer Anzahl von Theaterstücken in Virginia und Ohio, wo seine Mutter die Regie führte. Des Weiteren assistierte er seinem Vater bei seiner Ein-Mann-Abraham-Lincoln-Show. Ferner wurde sein Vater ausgewählt, die Rolle Lincolns bei den hundertjährigen Feierlichkeiten von Lincolns erster Amtseinführung in Washington, D.C. zu spielen, wobei Frank den jungen Tad Lincoln spielte.

### Schauspielkarriere
Collison machte seine Ausbildung an dem American Conservatory Theatre in San Francisco und bekam seinen Bachelor in Schauspielerei an der San Francisco State University. Danach half er mit, ein Sommertheaterensemble in der Sierra Nevada einzurichten und ging später an die University of California in San Diego, wo er seinen Master of Fine Arts (MFA) in Schauspielkunst machte. Zwischen seinen Anstellungen als Schauspieler arbeitete er als Aushilfslehrer, Windeldienstdisponent und Forstfeuerwehrmann.
Er spielte in über 150 Inszenierungen in regionalen Theatern in Kalifornien, Boston und Denver mit. Seine Theaterrollen variierten von Jacob Marley in A Christmas Carol über Miss Havisham in Große Erwartungen bis zu Puck in Ein Sommernachtstraum. Collison ist ein Gründungsmitglied des Pacific Resident Theatre in Venice, Kalifornien, das über 25 Los Angeles Drama Critics Circle Awards gewonnen hat. Von 1993 bis 1998 spielte der den Telegraphisten Horace Bing in der Serie Dr. Quinn – Ärztin aus Leidenschaft.

### Privatleben
Collison lebt in Los Angeles mit seiner Ehefrau Laura Gardner, eine Schauspielerin, und ihren drei gemeinsamen Kindern.

## Filmografie (Auswahl)
- 1985: The Compleat Al
- 1985: Grunt – Der Wrestling Film (Grunt! The Wrestling Movie)
- 1986: Polizeirevier Hill Street (Hill Street Blues, Fernsehserie, Folge 6x11)
- 1986: Hunter (Fernsehserie, Folge 2x18)
- 1986: M.R.C.V. – Der Killerrobot (Wired to Kill), auch Booby Trap
- 1986: Das Model und der Schnüffler (Moonlighting, Fernsehserie, Folge 3x07)
- 1987: Amazonen auf dem Mond oder Warum die Amis den Kanal voll haben (Amazon Women on the Moon)
- 1987: Matlock (Fernsehserie, Folge 2x08)
- 1987: Homeland – Gewalt im Untergrund (Into the Homeland, Fernsehfilm)
- 1988: Harrys wundersames Strafgericht (Night Court, Fernsehserie, Folge 5x13)
- 1988: Der Blob (The Blob)
- 1988: Elvira – Herrscherin der Dunkelheit (Elvira, Mistress of the Dark)
- 1988: Spacecop L.A. 1991 (Alien Nation)
- 1990: Why me? – Warum gerade ich? (Why Me?)
- 1990: Wild at Heart – Die Geschichte von Sailor und Lula (Wild at Heart)
- 1990: Im Dschungel der Unterwelt (Backstreet Dreams)
- 1991: Jake und McCabe – Durch dick und dünn (Jake and the Fatman, Fernsehserie, Folge 4x19)
- 1991: Zurück in die Vergangenheit (Quantum Leap, Fernsehserie, Folge 3x22)
- 1991: Die wahren Bosse – Ein teuflisches Imperium (Mobsters)
- 1991: Raumschiff Enterprise – Das nächste Jahrhundert (Star Trek: The Next Generation, Fernsehserie, Folge 5x03)
- 1991: Dollman
- 1991: Last Boy Scout – Das Ziel ist Überleben (The Last Boy Scout)
- 1992: Der Rasenmähermann (The Lawnmower Man)
- 1992: Ihr größter Coup (Diggstown)
- 1993: Star Trek: Deep Space Nine (Fernsehserie, 2 Folgen)
- 1993: 12:01 (Fernsehfilm)
- 1993–1998: Dr. Quinn – Ärztin aus Leidenschaft (Dr. Quinn, Medicine Woman, Fernsehserie, 118 Folgen)
- 1994: Handschrift des Todes (Final Combination)
- 1994: 36 Tage Terror (S.F.W.)
- 1994: Vorsicht Nachbarn (It Runs in the Family)
- 1997: Buddy – Mein haariger Freund (Buddy)
- 1997/2003: New York Cops – NYPD Blue (NYPD Blue, Fernsehserie, 2 Folgen)
- 1999: Eine himmlische Familie (7th Heaven, Fernsehserie, Folge 3x16 Paranoia)
- 1999: Dr. Quinn – Ärztin aus Leidenschaft: Der Film (Dr. Quinn, Medicine Woman: The Movie, Fernsehfilm)
- 2000: O Brother, Where Art Thou? – Eine Mississippi-Odyssee (O Brother, Where Art Thou?)
- 2001: Camouflage
- 2001: K-PAX – Alles ist möglich (K-PAX)
- 2001: The Majestic
- 2003: Hope Springs – Die Liebe deines Lebens (Hope Springs)
- 2003–2005: Carnivàle (Fernsehserie, 4 Folgen)
- 2004: Hidalgo – 3000 Meilen zum Ruhm (Hidalgo)
- 2004: Keine halben Sachen 2 – Jetzt erst recht! (The Whole Ten Yards)
- 2004: Monk (Fernsehserie, Folge 3x01 Mr. Monk in Manhattan)
- 2004: The Village – Das Dorf (The Village)
- 2004: Suspect Zero – Im Auge des Mörders (Suspect Zero)
- 2005–2008: My Name Is Earl (Fernsehserie, 6 Folgen)
- 2006: Stargate Atlantis (Fernsehserie, Folge 3x04 Sateda)
- 2008: The Happening
- 2010: Hesher – Der Rebell (Hesher)
- 2010: Jonas L.A. (Fernsehserie, Folge 2x08)
- 2011–2013: Meine Schwester Charlie (Good Luck Charlie, Fernsehserie, 4 Folgen)
- 2012: Luck (Fernsehserie, Folge 1x05)
- 2012: Hitchcock
- 2013: Criminal Minds (Fernsehserie, Folge 9x10 Der Anrufer)
- 2013–2019: Mr. Pickles (Fernsehserie, 28 Folgen, Sprechrolle)
- 2015: Grandma
- 2015: Silicon Valley (Fernsehserie, 2 Folgen)
- 2015: L.A. Slasher – Der Promi-Ripper von Hollywood (L.A. Slasher)
- 2016: Pee-wee's Big Holiday
- 2016: American Horror Story (Fernsehserie, 3 Folgen)
- 2017: Twin Peaks (Twin Peaks: The Return, Fernsehserie, Folge 1x13)
- 2018: 9-1-1 (Fernsehserie, Folge 1x09 In der Falle)
- 2021: Bad Vibes
- 2021: Young Sheldon (Fernsehserie, Folge 5x04 Ein Waschsalon und ein Geheimnis)
- 2021: It’s Always Sunny in Philadelphia (Fernsehserie, Folge 15x03)
- 2022: Big Shot (Fernsehserie, Folge 2x06)